# ポリープ
ポリープ（瘜肉、Polyp）とは、病理学的に粘膜（上皮細胞）に覆われた管腔臓器に発生する隆起性病変の総称である。“Polyp” はギリシア語の “Polupous” （“多くの足”の意）より引用された。

## 定義
ポリープという用語は内視鏡検査などで観察される隆起性病変全般を形態的に表現するために用いられることが多い。なお、ポリープが100個以上形成された場合はポリポーシスと呼ぶ。
一方、臓器特有の疾患名として「ポリープ」という診断がなされることもある。鼻腔粘膜に発生する鼻ポリープ（同義語：鼻茸 Nasal Polyp）、声帯にできる声帯ポリープ（同義語：喉頭結節 Laryngeal Nodule）、子宮頚部にできる頚管ポリープ (Endocervical Polyp) などがその例である。いずれも発生頻度の高い病変であり、多くは良性疾患である。
隆起性病変でもポリープとは表現されない病変もある。
1. 皮膚の隆起性病変：疣贅（）ないし疣状（）病変 [Verruca]
2. 乳腺腫瘍：乳管内にできる乳頭腫などの名称が用いられる。
3. 膀胱粘膜の隆起性病変：乳頭腫または乳頭状病変と呼ばれる。[Papilloma]

## 種類
臓器別に主に以下がある。
- 大腸ポリープ
- 胃ポリープ
- 喉頭ポリープ
- 鼻茸
- 喉頭結節（声帯ポリープ）
- 子宮頚管ポリープ (Cervical Polyp)

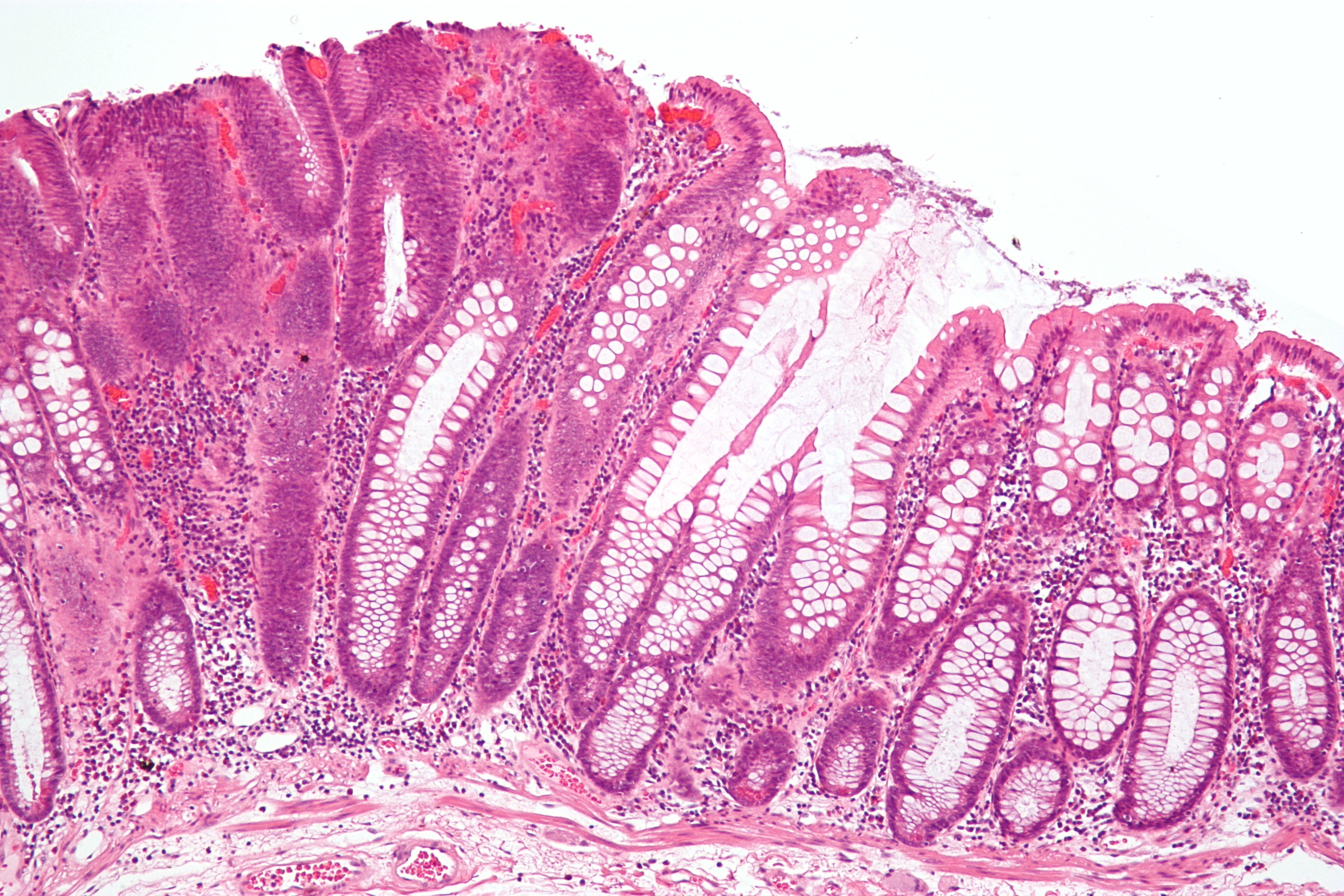
結腸ポリープの一種であり結腸癌の前癌症状である管状腺腫（写真左）の顕微鏡写真。通常の結腸粘膜は右側に見られる。H&E染色

- 子宮内膜ポリープ

## 病理
ポリープがどのような疾患に相当するかは、内視鏡生検やポリープ切除（ポリペクトミー）などで病変の一部を生検して、病理組織学的検査を行うことが必要である。
病理検査の結果と内視鏡検査の結果を総合して具体的な疾患名（診断名）が確定する。

## 治療
- ポリペクトミー
- 内視鏡的粘膜切除術 (EMR)
- 内視鏡的粘膜下層剥離術 (ESD)